# ヴァイオリン協奏曲 (グラズノフ)
アレクサンドル・グラズノフの《ヴァイオリン協奏曲 イ短調》作品82は、作曲者の代表作の一つ。1904年に作曲され、レオポルト・アウアーに献呈された。初演はアウアーの独奏、作曲者の指揮によりサンクトペテルブルクでのロシア音楽協会のコンサートにおいて翌1905年2月15日に行われた。
別記のように3楽章で構成されているが、特筆すべきは、作品全体が間断なく連結されており、多楽章構成を含んだ単一楽章のようにまとめられていることである（なお、中間楽章が実質的なカデンツァであることから、第1楽章の延長と見なして、独立した楽章に数えない見方もある）。
カデンツァはグラズノフ自身の作曲であり、重音奏法を駆使して作品中の最大の難所となっている。グラズノフの器楽曲としては、独奏パートの演奏技巧の追究と、オーケストラの音色表現の充実ぶりにおいて、全般的に華麗な表現技巧が際立っている。

## 楽曲構成
多くの他のヴァイオリン協奏曲と同様に、以下の3楽章からなる。
1. Moderato （イ短調、自由なソナタ形式）
2. Cadenza : Andante sostenuto （緩徐楽章とカデンツァの融合。前半部は第1楽章第2主題を、後半は第1主題を素材とする。頻繁に転調するため調性は流動的）
3. Allegro （イ長調、三部形式風のロンド形式）

## 楽器編成
- フルート、オーボエ、クラリネット、ファゴット（各2）
- ホルン4、トランペット2、トロンボーン3、
- ティンパニ、トライアングル、シンバル、グロッケンシュピール、ハープ
- 独奏ヴァイオリン
- 弦楽5部